# Бельков, Юрий Анатольевич
Ю́рий Анато́льевич Белько́в (родился 11 апреля 1950 года, село Сорты Заларинского района Иркутской области — скончался 31 марта 2005 года, Иркутск) — доктор медицинских наук (1998), профессор кафедры госпитальной хирургии Иркутского государственного медицинского университета, заведующий отделением хирургии сосудов (1992) Иркутской областной клинической больницы, заслуженный врач Российской Федерации (2004), президент Ассоциации хирургов Иркутской области (2001), главный редактор «Вестника Ассоциации хирургов Иркутской области» (2001).

## Биография
В 1967 году окончил Троицкую среднюю школу и поступил в Иркутский государственный медицинский институт. Со второго курса студент Ю. А. Бельков начал заниматься в кружке кафедры оперативной хирургии под руководством ассистента А. В. Таевского и доцента Б. С. Станкевича.
Учась на пятом и шестом курсах, Ю. Бельков занимался в кружке кафедры травматологии и ортопедии под руководством профессора Т. Д. Зыряновой. Начиная с четвертого курса, он дежурил в клиниках общей хирургии и травматологии. Первая самостоятельная операция, остеометаллосинтез при открытом переломе голени была выполнена на пятом курсе в городской клинической больнице № 3. В клинике кафедры общей хирургии в тот же период он сделал первую аппендэктомию.
После окончания института в 1973 году Ю. А. Бельков был принят в интернатуру клиники общей хирургии на базе городской больницы № 1, а по окончании интернатуры стал общим хирургом. Затем он получил приглашение в отделение хирургии сосудов областного центра, где проработал до 1992 года (с февраля 1982 года — в должности заведующего отделением). Юрий Анатольевич всегда с глубоким чувством благодарности вспоминал своих учителей, внесших большой вклад в формирование его как врача-клинициста, А. В. Серкину, В. В. Чернявского, Б. В. Таевского, Л. Н. Майорникову и других.
Успешная защита диссертации на тему «Показания к поясничной симпатэктомии у больных с ишемическим синдромом нижних конечностей при облитерирующем атеросклерозе» состоялась в ИГМИ 20 марта 1987 года. Научным руководителем этой работы была д.м.н., профессор Александра Васильевна Серкина.
В июле 1989 года Юрий Анатольевич по конкурсу был принят на должность ассистента кафедры сосудистой хирургии и клинической ангиологии Иркутского института усовершенствования врачей.
Юрий Анатольевич стоял у истоков развития сосудистой хирургии в Иркутской области. 3 января 1992 года он возглавил отделение хирургии сосудов Иркутской областной клинической больницы, в которой уже давно ощущалась постоянная необходимость в ангиохирургической службе. С января 1993 года в отделении стали проводить обучение субординаторов кафедры госпитальной хирургии, а Юрий Анатольевич был избран её ассистентом. Совместно с Институтом хирургии и кафедрой была определена тематика научных исследований в отделении. Она включила два направления: хирургию повреждений магистральных сосудов и их осложнений, а также диагностику и комплексное лечение окклюзивных заболеваний аорты и магистральных сосудов атеросклеротического генеза.
В марте 1998 года Юрий Анатольевич успешно защитил в диссертационном совете ИГМУ докторскую диссертацию на тему «Реконструктивная хирургия последствий травмы магистральных кровеносных сосудов».
По материалам научно-исследовательской работы, выполненной в отделении, было опубликовано 155 работ в местных, центральных и зарубежных изданиях, 6 методических рекомендаций, 2 патента на изобретения, одна монография. Юрий Анатольевич сделал 19 докладов на конференциях различного уровня. Под руководством Ю. А. Белькова защищено 5 кандидатских диссертаций, посвящённых проблемам хирургического лечения ишемии нижних конечностей. Он являлся членом диссертационного совета по хирургии при Иркутском государственного медицинском университете.
Юрий Анатольевич вел активную общественную жизнь. Он был главным внештатным сосудистым хирургом Иркутской области, с 2001 года — президентом Ассоциации хирургов Иркутской области, главным редактором «Вестника АХИО». Являлся вице-президентом Иркутского ангиоклуба, членом Всероссийского общества ангиологов и сосудистых хирургов, Всероссийского общества сердечно-сосудистых хирургов.
В 2004 году за большой вклад в развитие практического здравоохранения Ю. А. Белькову было присвоено звание «Заслуженный врач Российской Федерации».